# Tovar
Tovar – miasto w Wenezueli, w stanie Mérida.